# Lac de Platanóvrysi
Le lac de Platanóvrysi, en grec moderne : Λίμνη Πλατανόβρυσης, est un lac de barrage du district régional de Dráma en Macédoine-Orientale-et-Thrace, Grèce. 
Il est créé après la construction d'un barrage sur le fleuve Néstos. Sa superficie est de 3,25 km2.